# O. T. Genasis

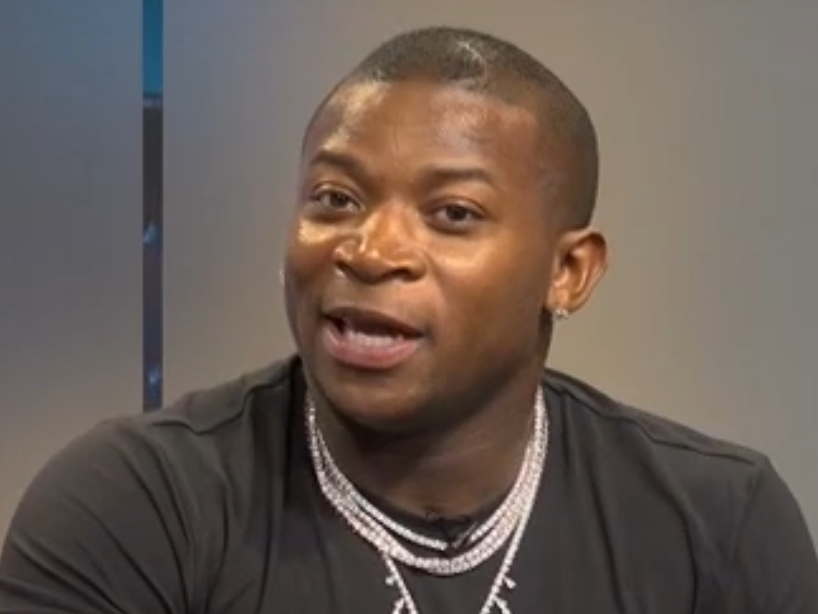
O. T. Genasis, 2018

O. T. Genasis (* 18. Juni 1987 in Atlanta, Georgia; bürgerlich Odis Oliver Flores) ist ein US-amerikanischer Rapper. Bekannt wurde er vor allem durch die beiden Singles CoCo und Cut It, die in den Vereinigten Staaten hohe Chartplatzierungen erreichen konnten und weltweit zum Urban-Repertoire vieler Disco-DJs zählen. Er steht beim Label The Conglomerate des Rappers Busta Rhymes unter Vertrag.

## Leben und Karriere
Flores wurde in Atlanta, der Hauptstadt des US-amerikanischen Bundesstaats Georgia, geboren. Er wuchs mit seinen aus Belize stammenden Eltern in Long Beach, Kalifornien auf. Zu seinen musikalischen Vorbildern zählen unter anderem 50 Cent, 2Pac und Ludacris.
50 Cent nahm ihn 2011 bei seinem Label G-Unit Records auf, über das Genasis 2012 sein erstes Mixtape Black Belt veröffentlichte. Er landete damit allerdings einen Flop, weswegen er kurze Zeit später aus dem Vertrag ausstieg und stattdessen bei Busta Rhymes’ The Conglomerate unterschrieb, um anschließend zusammen mit Busta Rhymes und J-Doe an dem Album Catastrophic 2 zu arbeiten, das 2014 erschien. 2015 erschien neben seiner wohl bekanntesten Single CoCo, die Platz 20 der Billboard Hot 100 erreichte, ein weiteres Album mit dem Titel Rhythm & Bricks.

## Diskografie

### Mixtapes
- 2012: Black Belt (G-Unit Records)
- 2014: Catastrophic 2 (The Conglomerate)
- 2015: Rhythm & Bricks (The Conglomerate)
- 2016: Coke N Butter (The Conglomerate)

### Singles
| Jahr | Titel Album            | Höchstplatzierung, Gesamtwochen, AuszeichnungChartplatzierungen (Jahr, Titel, Album, Platzierungen, Wochen, Auszeichnungen, Anmerkungen) | Höchstplatzierung, Gesamtwochen, AuszeichnungChartplatzierungen (Jahr, Titel, Album, Platzierungen, Wochen, Auszeichnungen, Anmerkungen) | Anmerkungen                                                |
| Jahr | Titel Album            | CH | US | Anmerkungen                                                |
| ---- | ---------------------- | --- | --- | ---------------------------------------------------------- |
| 2014 | CoCo –                 | CH64 (2 Wo.)CH | US20 ×2Doppelplatin · (20 Wo.)US | Erstveröffentlichung: 10. November 2014                    |
| 2015 | Cut It Rhythm & Bricks | — | US35 ×2Doppelplatin · (20 Wo.)US | Erstveröffentlichung: 25. September 2015 feat. Young Dolph |

Weitere Singles
- 2014: Touchdown
- 2014: Touchdown Remix (feat. Busta Rhymes und J-Doe)
- 2015: The Flyest
- 2015: Ricky
- 2015: O.V. (It’s Over)
- 2015: Do It
- 2016: Push It (US: Gold)
- 2018: Bae
- 2020: I Look Good
- 2020: Back To You (feat. Chris Brown und Charlie Wilson)

## Auszeichnungen für Musikverkäufe
| Goldene Schallplatte - Neuseeland - 2020: für die Single Cut It |

Anmerkung: Auszeichnungen in Ländern aus den Charttabellen bzw. Chartboxen sind in ebendiesen zu finden.
| Land/RegionAuszeichnungen für Musikverkäufe (Land/Region, Auszeichnungen, Verkäufe, Quellen) | Gold     | Platin     | Verkäufe  | Quellen          |
| -------------------------------------------------------------------------------------------- | -------- | ---------- | --------- | ---------------- |
| Neuseeland (RMNZ)                                                                            | Gold1    | —          | 15.000    | radioscope.co.nz |
| Vereinigte Staaten (RIAA)                                                                    | Gold1    | 4× Platin4 | 4.500.000 | riaa.com         |
| Insgesamt                                                                                    | 2× Gold2 | 4× Platin4 |           |                  |